# 21 Jump Street (film)
21 Jump Street este un film american din anul 2012. Filmul este regizat de către Phil Lord și Christopher Miller și scris de Jonah Hill și Michael Bacall.